# Bahnhof Schlauroth Gbf
Der Bahnhof Schlauroth Gbf war bis 1994 der zentrale Rangierbahnhof im Eisenbahnknoten Görlitz. Benannt war er nach dem Ortsteil Schlauroth der Stadt Görlitz.

## Lage
Der Bahnhof befand sich nördlich der Bahnstrecke Dresden–Görlitz und westlich der Strecke aus Berlin auf der Girbigsdorfer Flur. Der Rangierbahnhof bekam jedoch in Anlehnung an den nahe gelegenen, seit 1891 existierenden Haltepunkt Schlauroth seinen späteren Namen Rangierbahnhof Schlauroth bzw. Verschiebebahnhof Schlauroth. Auf dem Areal befand sich ebenfalls das Bahnbetriebswerk Schlauroth und die spätere Versuchsanlage Schlauroth.

## Anbindung
| Streckennummer (DB): | 6213, sä. GS                |                             |                             |
| Kursbuchstrecke (DB): | —                           |                             |                             |
| Streckenlänge: | 4,45 km                     |                             |                             |
| Spurweite: | 1435 mm (Normalspur)        |                             |                             |
| Streckenklasse: | CM4                         |                             |                             |
| Stromsystem: | 1922–1945: 15 kV, 16,7 Hz ~ |                             |                             |
| |                             |                             |                             |
| \| \| \| von Węgliniec \| \| \| \| \| von Hagenwerder \| \| \| \| 0,00 \| Görlitz \| 221 m \| \| \| \| nach Dresden-Neustadt \| \| \| \| \| nach Berlin Görlitzer Bf \| \| \| \| \| Berlin Görlitzer Bf–Görlitz \| \| \| \| \| TÜV Süd Rail Görlitz \| \| \| \| \| Ausbesserungswerk Görlitz \| \| \| \| \| von Abzw Svt \| \| \| \| 3,24 \| Schlauroth Gbf \| 232 m \| \| \| \| Ausbesserungswerk Görlitz \| \| \| \| \| von Görlitz \| \| \| \| 4,45 \| Abzw Schlauroth \| 232 m \| \| \| \| nach Dresden-Neustadt \| \| |                             |                             |                             |
| Strecke |                             | von Węgliniec               | von Węgliniec               |
| Abzweig geradeaus und von links |                             | von Hagenwerder             | von Hagenwerder             |
| Bahnhof | 0,00                        | Görlitz                     | 221 m                       |
| Abzweig geradeaus und nach links |                             | nach Dresden-Neustadt       | nach Dresden-Neustadt       |
| Abzweig geradeaus und nach links |                             | nach Berlin Görlitzer Bf    | nach Berlin Görlitzer Bf    |
| Kreuzung geradeaus oben |                             | Berlin Görlitzer Bf–Görlitz | Berlin Görlitzer Bf–Görlitz |
| Abzweig ehemals geradeaus und nach links |                             | TÜV Süd Rail Görlitz        | TÜV Süd Rail Görlitz        |
| Abzweig geradeaus und nach links (Strecke außer Betrieb) |                             | Ausbesserungswerk Görlitz   | Ausbesserungswerk Görlitz   |
| Abzweig geradeaus und von rechts (Strecke außer Betrieb) |                             | von Abzw Svt                | von Abzw Svt                |
| Dienststation / Betriebs- oder Güterbahnhof (Strecke außer Betrieb) | 3,24                        | Schlauroth Gbf              | 232 m                       |
| Abzweig geradeaus und von links (Strecke außer Betrieb) |                             | Ausbesserungswerk Görlitz   | Ausbesserungswerk Görlitz   |
| Abzweig ehemals geradeaus und von links |                             | von Görlitz                 | von Görlitz                 |
| ehemalige Blockstelle | 4,45                        | Abzw Schlauroth             | 232 m                       |
| Strecke |                             | nach Dresden-Neustadt       | nach Dresden-Neustadt       |

Der Verschiebebahnhof war über die Güterbahn an den Bahnhof Görlitz angebunden. Die Güterbahn verlief zu großen Teilen auf der alten Bahnstrecke Görlitz–Dresden. Östlich des Güterbahnhofs mündete auf die Güterbahn eine Verbindungsstrecke vom Abzweig Svt ein, die die Güterbahn mit der Strecke Berlin–Görlitz verband. Die Güterbahn schloss ebenso das Bahnbetriebswerk Schlauroth und später auch das Erprobungszentrum für die automatische Mittelpufferkupplung an das Eisenbahnnetz an. Die Güterbahn mündete westlich am Stellwerk Swt (später B 6) auf die Bahnstrecke Görlitz–Dresden ein. Nach dem Zweiten Weltkrieg wurde auch entlang der Güterbahn das zweite Streckengleis demontiert. Nach der Schließung des Verschiebebahnhofs in Schlauroth wurde der Großteil der Gleisanlagen abgebaut. Lediglich die Verbindung vom ehemaligen Erprobungszentrum zum Bahnhof ist noch aktiv.

## Entstehung
Mit dem stark zunehmenden Personen- und Güterverkehr um die Jahrhundertwende wuchsen in Görlitz die Bedürfnisse nach einer Vergrößerung der Bahnanlagen rund um den Görlitzer Bahnhof. Da allerdings das Umfeld bereits allseitig von Wohnhäusern umringt war, bot sich keine Möglichkeit zur Erweiterung der Anlagen vor Ort. Man musste also nach anderweitigen Lösungen suchen. Der erste Vorschlag war die Errichtung eines Güterbahnhofes am Vorstadtbahnhof Leschwitz (heute Haltepunkt Görlitz–Weinhübel), da er nahe an den sich entwickelnden Industriestandorten in der Görlitzer Südstadt und in Leschwitz (heute:Weinhübel) lag. Auf Grund der schwierigen Geländeverhältnisse am Weinberg und den umfangreich notwendigen Planierarbeiten und Erdaufschüttungen im Bereich des Bahnhofes wurde der Entwurf schon bald wieder beiseitegelegt. Nun fiel den Planern das Areal westlich des Stadtgebietes ins Auge, es bot eine große, ebene Fläche, die man für einen modernen Verschiebebahnhof benötigte.
Der Entwurf für den Bahnhof aus dem Jahr 1903 wurde, wie üblich, zur Einsichtnahme ausgelegt und ohne gravierende Änderungen in den Folgejahren umgesetzt. Der Plan sah auch die Unterbrechung zahlreicher Wege zwischen Schlauroth, Rauschwalde und Girbigsdorf sowie die Verlegung der Straße nach Bautzen (heute: Görlitzer Straße) vor. Die Straße überquerte früher die Bahnlinie nach Dresden in Höhe des Gasthofes Zur Eisenbahn (Einmündung der Dorfstraße auf die Görlitzer Straße) und wurde nun in einem weiten westlichen Bogen verlegt und unterquerte ab da die Bahnstrecke in Höhe des Abzweiges zum Rangierbahnhof von der Dresdner Strecke. 1906 begannen die Planierarbeiten für die Rangiergleise, die Verlegung der Strecke Dresden–Görlitz und der Bau einer Brücke an der Rauschwalder Straße. Der Aufwand für die Gesamtanlage betrug rund 4,5 Millionen Mark.
Am 22. Oktober 1909 fand die polizeiliche Abnahme des Projektes statt. Die Gesandten der Landesregierung aus Liegnitz, Regierungsrat Grosse und Baurat Mylius, sowie der Bahn, der königliche Eisenbahnbau- und Betriebsinspektor Büttner aus Görlitz und Bauinspektor Lippmann aus Breslau, wohnten der Abnahme bei. Der städtische Magistrat wurde durch die Stadträte Wallis und Herzog sowie den Stadtbaurat Küster vertreten. Weiterhin beteiligten sich auch zahlreiche Privatleute, die zum Teil ihre Einsprüche, wie z. B. zu starke Steigungen von Straßen oder die befürchtete Unpassierbarkeit der Schlaurother Eisenbahnunterführung infolge von Dauerregen anmeldeten. Da keine gravierenden Mängel gefunden wurden, konnte der Bahnhof wie geplant am 1. November 1909 eröffnet werden. Im Görlitzer Anzeiger wurde am 20. Oktober bereits folgende Annonce geschaltet: „Am 1.11.1909 wird die Haltestelle Schlauroth für den Güterverkehr eröffnet. Sie erhält die Befugnis zur Abfertigung von Fracht-, Stückgut und Wagenladungen. [...] Schlauroth wird der Betriebsinspektion 1, der Verkehrsinspektion und der Maschineninspektion in Görlitz sowie der Werkstätteninspektion Lauban unterstellt.“

## Gleisanlagen

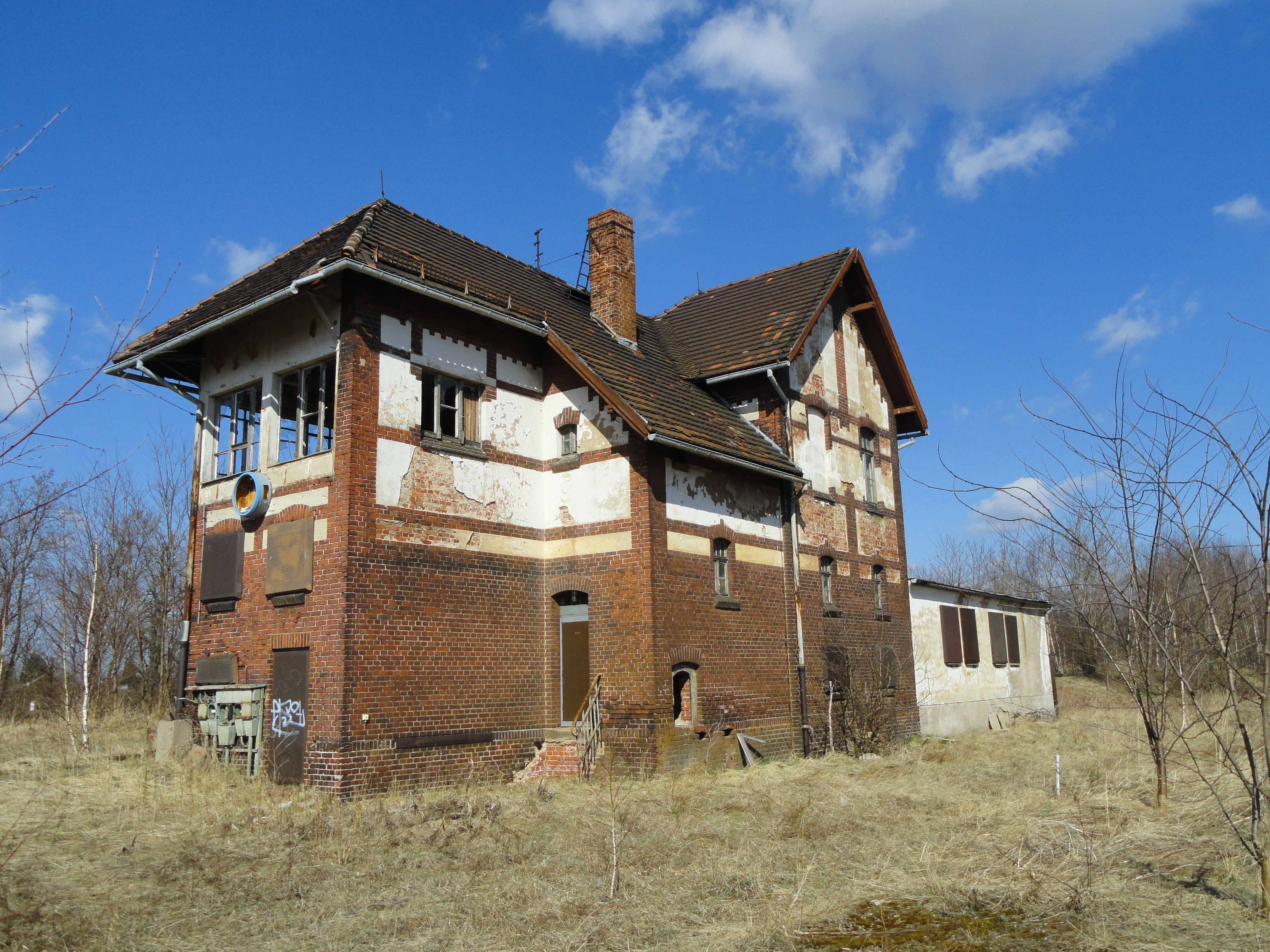
Das ehemalige Stellwerk Snt (Schlauroth Nordturm) befand sich zwischen der Gruppe A und den Gruppen B und C.

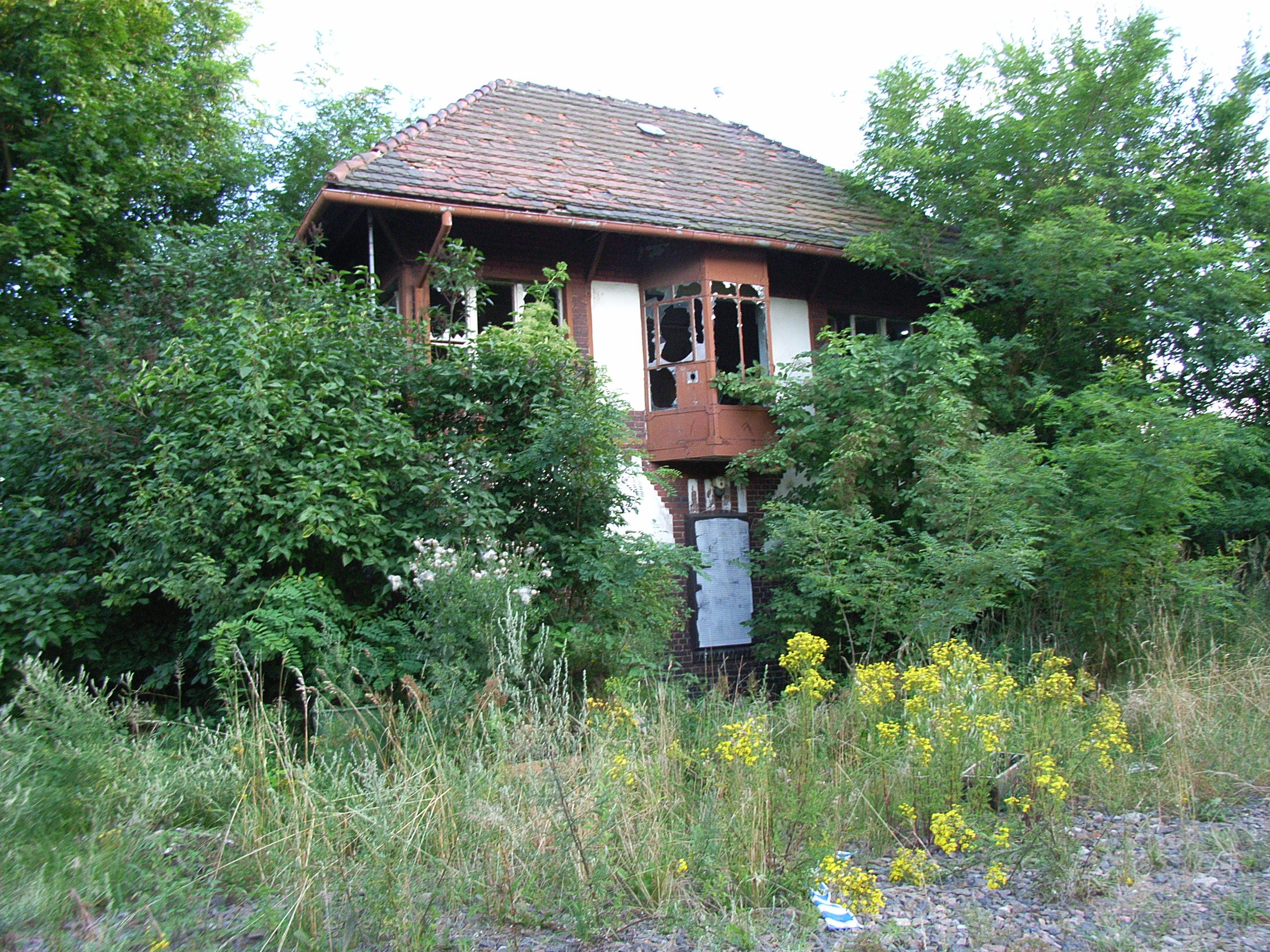
Das ehemalige Stellwerk Snwt (Schlauroth Nordwestturm) befand sich an der Ausfahrt der Gruppen B bis D.

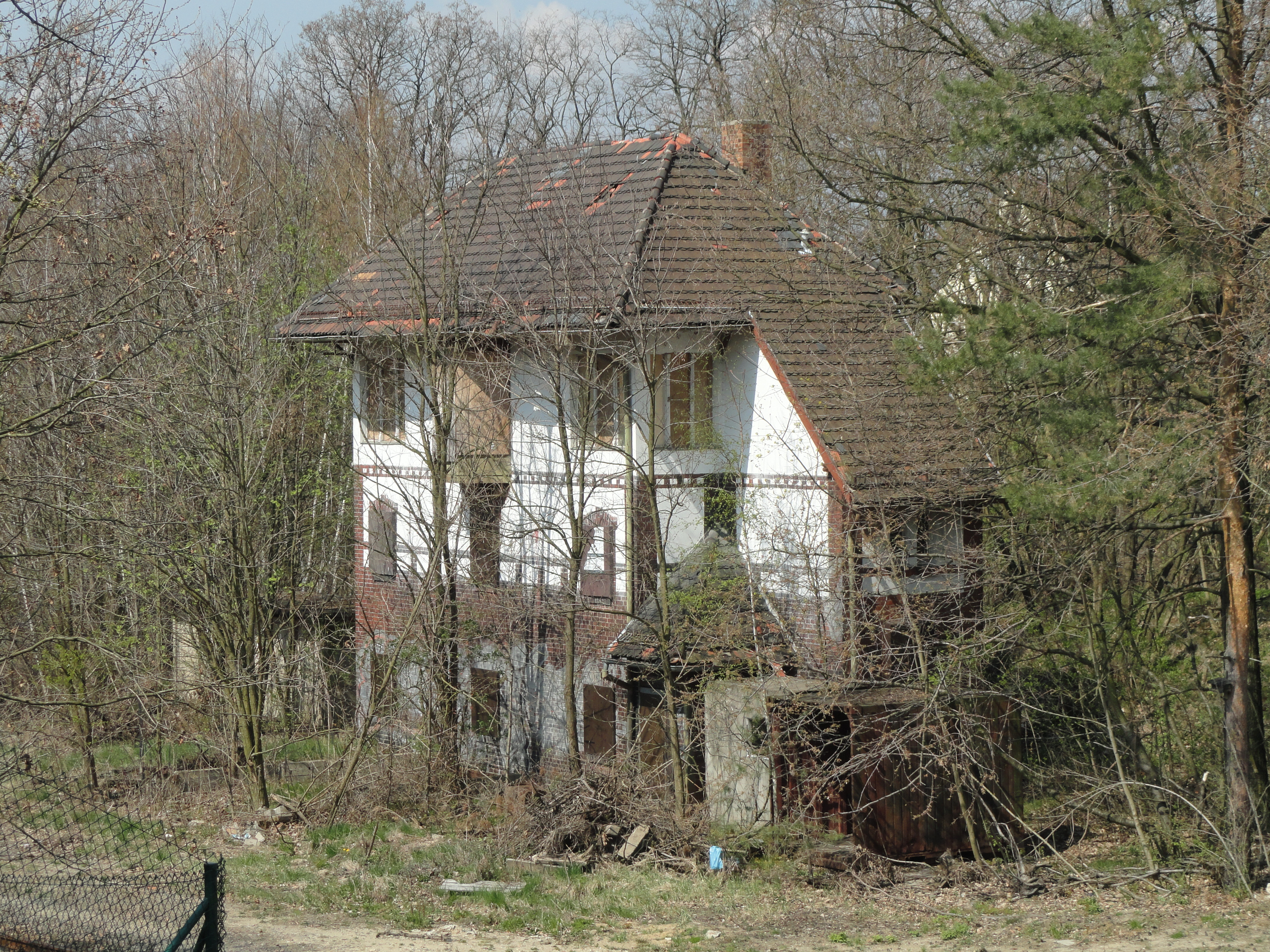
Das ehemalige Stellwerk Sot (Schlauroth Ostturm) befand sich an der Einfahrt vom Bahnhof Görlitz

Drei Gleisanschlüsse führten zum Rangierbahnhof. Aus Westen auf Höhe der Straßenunterführung in Schlauroth zur Bundesstraße 6 befanden sich Ein- und Ausfahrt von bzw. zur Bahnstrecke nach Dresden. Von der Berlin-Görlitzer-Eisenbahn zweigte im Norden eine eingleisige Trasse ab, die unter zwei Straßenüberführungen und durch einen Einschnitt hindurch in den Rangierbahnhof führte. Der dritte Gleisanschluss führte zweigleisig vom Görlitzer Bahnhof über die ehemalige Trasse der Sächsisch-Schlesischen-Eisenbahn und überquerte die Berliner Strecke auf einer Kastenträgerbrücke. Ende 1909 waren bereits ungefähr 30 Kilometer Gleis (mit Ein- und Ausfahrten) verlegt. Die maximale Ausdehnung der Gleisanlagen mit 32 Kilometern wurde in den 1930er Jahren erreicht. Stellenweise lagen bis zu 32 Gleise nebeneinander. Den Verkehrsströmen entsprechend war der Bahnhof in verschiedene Rangierbezirke, Gruppen genannt gegliedert.

### Rangierbezirke/Gruppen
Die Gruppe A umschloss die Gleise auf der Nordseite am Stadtgrabenweg, die Einfahrgleise aus Richtung Berlin, Görlitz, Kohlfurt, Lauban, Seidenberg sowie Zittau, das Ausfahrgleis nach Berlin, das Durchfahrgleis für Ferngüterzüge und das Abdrückgleis für den Ablaufberg A. Gruppe B beinhaltete elf Gleise im zentralen Bereich des Verschiebebahnhofs, die Rangiergleise für Ortsfrachten nach Görlitz, Übergangsfrachten und das Umladegleis mit handbedientem Überladebockkran. Der Gruppe C waren fünf Gleise im nördlichen Teil der zentralen Hälfte und die Richtungs- und Ausfahrgleise nach Dresden und Berlin zugeordnet. Zur Gruppe D zählten neun Gleise auf der nordwestlichen Seite des Bahnhofes, dies waren die Stationsgleise für Nahgüterzüge in Richtung Berlin und Dresden. Der Gruppe E waren drei Gleise auf der südlichen Seite in Höhe des Haltepunktes Schlauroth zugeordnet, darunter die Einfahrgleise aus Dresden und das Ausziehgleis vom Ablaufberg E. Die zwölf Richtungs- und Ausfahrgleise nach Görlitz, Kohlfurt, Lauban, Seidenberg und Zittau im zentralen östlichen Teil waren der Gruppe F zugeteilt. Gruppe G umschloss wiederum den letzten Teil des Bahnhofes an der Dresdner Strecke in Rauschwalde mit acht Stumpfgleisen für Stationsrangierungen und das Ausziehgleis für Ablaufberg F.
Erwähnt sei hier noch die separate Güterladestelle Schlauroth mit Ladegleis, Lagerplätzen, Ladestraße, Gleiswaage und um 1911 errichteter Rampe im nordwestlichen Teil an die D-Gruppe angrenzend.
1946 wurden zahlreiche Gleise für Reparationsleistungen in die Sowjetunion demontiert. Darunter befanden sich u. a. das südseitige Gleis der Güterzugstrecke nach Görlitz, die gesamte Gruppe G sowie Teile der Gruppen A, C und F (insgesamt 11 Kilometer). 1948 folgten noch zwei weitere Gleise für den Aufbau der SDAG Wismut im Erzgebirge.

## Gebäude & Anlagen

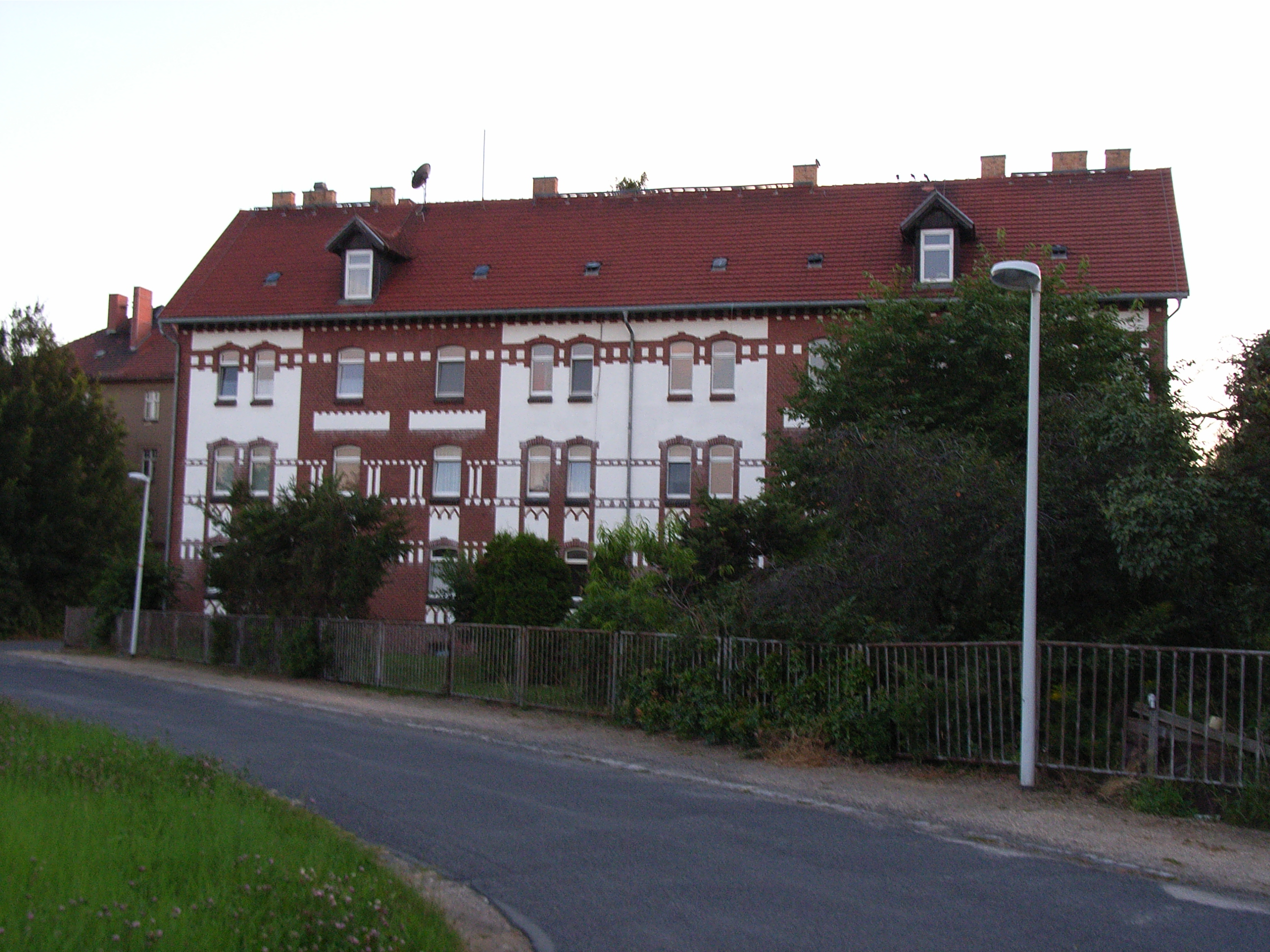
Ehemaliges Wohnhaus der preußischen Beamten des Rangierbahnhofes Schlauroth

Der Verschiebebahnhof bildete bis 1920, wie auch das Betriebswerk Schlauroth eine Nahtstelle zwischen den Preußischen Staatseisenbahnen und der Königlich Sächsischen Staatseisenbahn. Somit entstanden auch für jede Bahnverwaltung getrennte Büroräume für die Beamten und andere Bauten. Im Stationsgebäude gegenüber der Helmut-von-Gerlach-Straße saß der Oberbahnhofsvorsteher mit seiner Verwaltung. Die das Hauptgebäude flankierenden dreigeschossigen Häuser dienten als Wohnhäuser mit Übernachtungszimmern für auswärtige Zugbegleiter, wobei das östliche Haus der preußischen und das westliche der sächsischen Staatsbahn gehörte. In ihnen wurden nach 1945 zunächst auch zahlreiche schlesische Flüchtlinge untergebracht. Später in den 1950er Jahren entstanden daraus Wohnungen für Eisenbahnerfamilien.
Die fünf Wärter- und zwei Rangierstellwerke sorgten für einen sicheren und flüssigen Betrieb. Alle Stellwerke waren zweigeschossig, wobei sich im oberen Stockwerk die mechanischen Hebelwerke für Weichen und Signale, die 1909 von Müller & May in Rauschwalde hergestellt wurden, befanden. Im Erdgeschoss hingegen lag der Spannwerkraum mit Spanngewichten und Umlenkrollen für die Drahtseilzüge zu den Signalen und Weichen. Jedes Gebäude, darunter Stellwerke sowie die flachen Häuser für Zugabfertiger und Rangierer, besaß sein eigenes separates kleines Klohäuschen. Die erste Bezeichnung der Stellwerke entsprach der üblichen Abkürzung für den Ortsnamen und die Himmelsrichtung bzw. den Standort, so stand z. B. Snt für Schlauroth Nordturm. Es war das damals größte, zentrale Stellwerk und wurde 1960 wie alle anderen funktionsbezogen umbenannt in W 2 (Wärterstellwerk und Sitz des Bahnhofsdispatchers). Aus Swt wurde B 6 (Befehlsstellwerk) und aus Sot B 1. Hier hatte der Bahnhofsfahrdienstleiter seinen Sitz. Das Wärterstellwerk W 5 hieß früher Snwt (Schlauroth Nord-Westturm). Im ehemaligen Mittelturm Smt hatte das wagentechnische Personal seine Dienst- und Sozialräume eingerichtet. Auch das stillgelegte Stellwerk Sst erhielt einen neuen Aufgabenbereich. 1987 wurde ein neues, massives Stockwerk aufgesetzt, in dem sich die Konstruktions- und Technologieabteilung des RAW Görlitz einquartierte. Das einzige Stellwerk, das seinen Namen behielt, war das Stellwerk Svt (Schlauroth Vorturm) an der Berliner Strecke.
Das größte Bauwerk war neben dem markanten Wasserturm der Lokschuppen, der ebenfalls in sächsischen und preußischen Teil getrennt war. Für den Schlaurother Wasserturm, zu dem sich erst 1913 der Görlitzer gesellte, wurde eigens ein Wasserwerk in Girbigsdorf mit zwei Tiefbrunnen errichtet.

## Betrieb

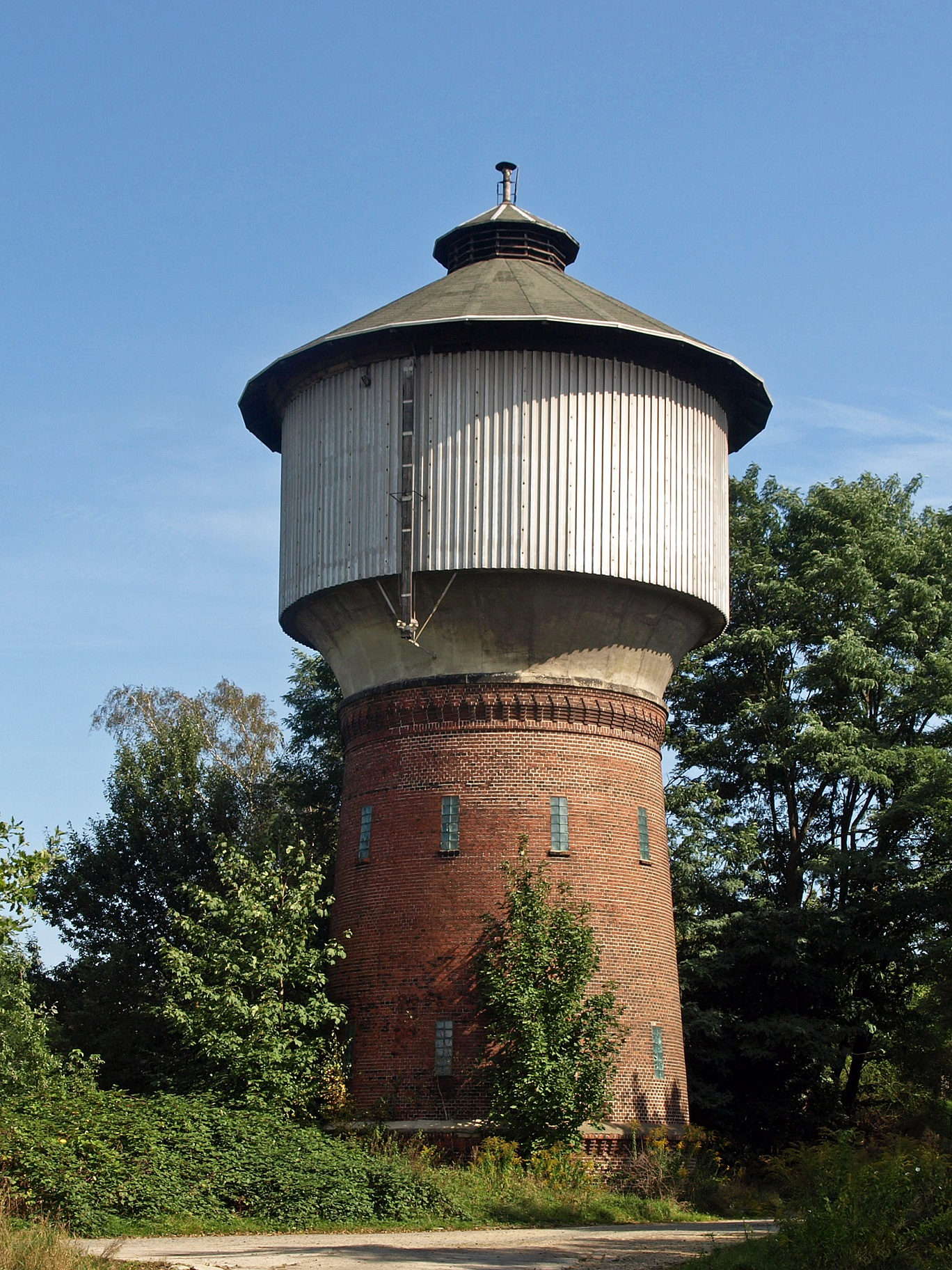
Der ehemalige Wasserturm befand sich auf dem Areal im Einfahrtsbereich aus dem Bahnhof Görlitz

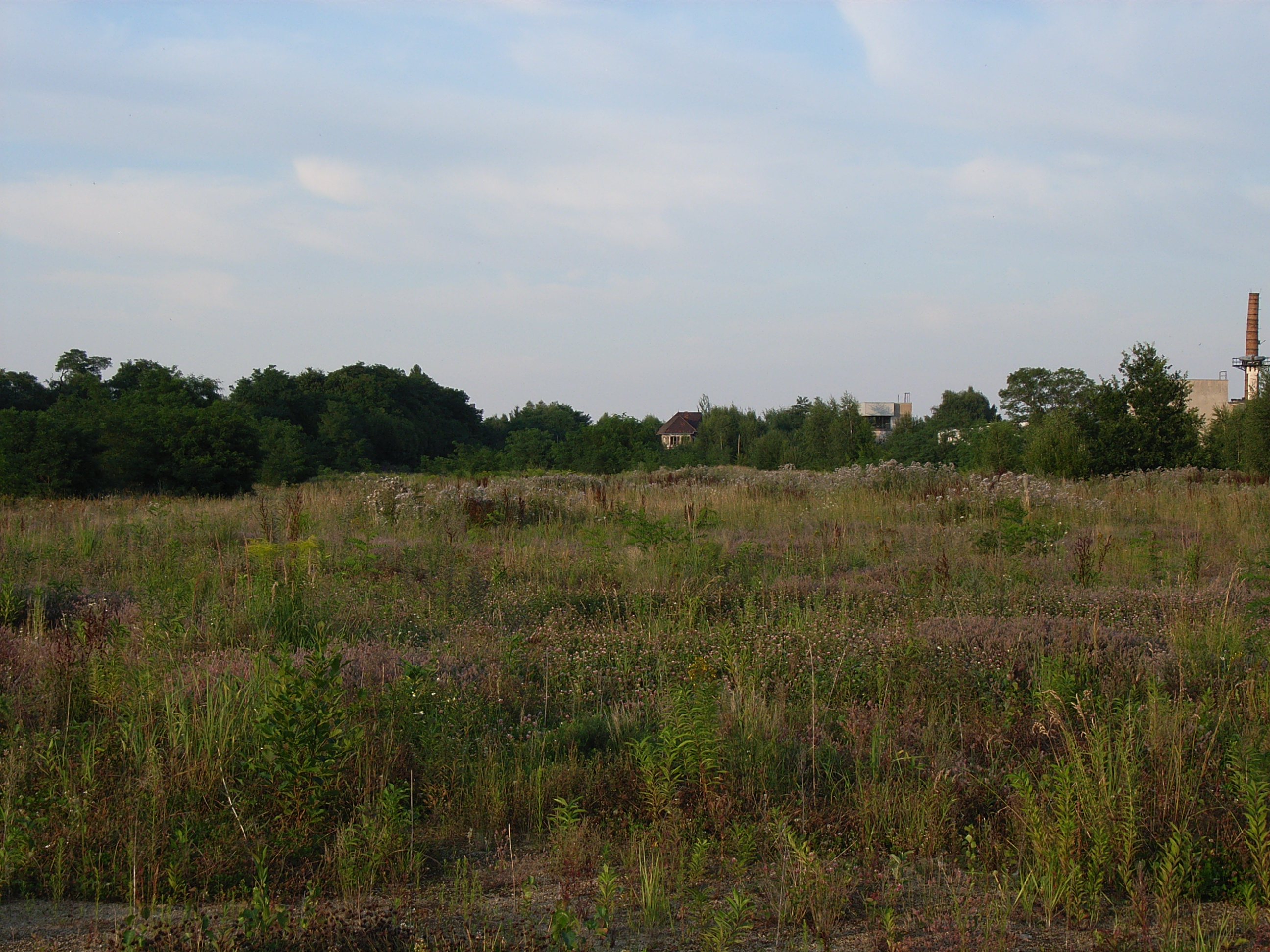
Blick über den verwilderten Bereich der Gruppe B und C in Richtung Nordosten (im Hintergrund das ehemalige Stellwerk Snt)

Der Verschiebebahnhof war von Anfang an eine Güterverkehrsdrehscheibe zwischen Böhmen, Preußen, Sachsen und Schlesien. Da der Schienengüterverkehr von je her stark von der wirtschaftlichen Entwicklung abhängt, war der Bahnhof auch stets ein gutes Indiz für die momentane wirtschaftliche Leistung. So wirkten sich auch die wirtschaftlichen Krisenzeiten der Weimarer Republik Anfang der 1920er und 1930er Jahre in einem massiven Personalabbau 1923 und 1931/32 auf den Güterbahnhof aus. Der Personalbestand erholte sich jedoch wieder bis zum Zweiten Weltkrieg. Auf den drei Ablaufbergen wurden rund um die Uhr die ankommenden Güterzüge zerlegt oder neu zusammengestellt. Ab 1936 entfiel sogar die sonntägliche Ruhe, an der bis dahin nur leichtverderbliche Waren oder Viehtransporte befördert wurden.
Fünf Lokomotiven der Baureihe 94 (preußische T 16) erledigten sämtliche Rangierdienste auf dem Gelände. Zwei der Loks zerlegten die ankommenden Züge aus Berlin und Dresden über die Ablaufberge der E- und A-Gruppe. Die Dritte drückte in der B- und C-Gruppe die neugebildeten Züge zusammen und setzte den Packwagen auf, während die Vierte in den tieferliegenden Gleisen der G-Gruppe zu finden war. Eine fünfte Lokomotive wurde immer als Reserve zurückgehalten bzw. war zur Untersuchung im Bahnbetriebswerk. Bis in die 1930er Jahre war der Personalaufwand im Güterzugdienst sehr hoch. Da der unterschiedliche Wagenpark keine durchgehende Druckluftleitung für die Bremsen garantieren konnte, wurden mindestens in jedem zehnten Wagen die Bremserhäuschen mit Bremsern besetzt. Auf Pfeifsignale des Lokführers musste er entweder die Bremsen freigeben oder anziehen.
Der nach damals modernsten Gesichtspunkten geplante und realisierte Bahnhof diente bis in die 1960er Jahre als Lehrbeispiel für Verschiebebahnhöfe an der Hochschule für Verkehrswesen (HfV) in Dresden. Die Ablaufberge besaßen bereits Gleisbremsen und alle Weichen waren fernbedient. Auch in die Elektrifizierung des schlesischen Eisenbahnnetzes war der Bahnhof einbezogen. Seit 20. März 1924 rollte der Güterverkehr auf der Schlesischen Gebirgsbahn Richtung Waldenburg zum Großteil elektrisch. Der Güterbahnhof bildete 21 Jahre den westlichen Endpunkt des elektrifizierten schlesischen Netzes. Vom Zweiten Weltkrieg blieb der Bahnhof weitestgehend verschont. Es gab keine Beschädigungen durch Bombardierungen oder Kampfhandlungen. Am 7. Mai 1945 wurden alle fahrbereiten Lokomotiven und Wagen mit Räumzügen in Richtung Westen und das Sudetenland abgefahren. Zurückgeblieben war ein Lokfriedhof aus zerschossenen und anderweitig beschädigten Lokomotiven, die zum großen Teil von osteuropäischen (auch belgischen und französischen) Bahnverwaltungen ins Reich verbracht worden waren. Zahlreiche Loks wurden als Kriegsbeute in die Sowjetunion abgefahren. In den ersten Nachkriegsjahren kam es auch zu zahlreichen Demontagen von Gleisanlagen. Auf den freigewordenen Flächen wurden große Kohlelagerplätze eingerichtet.
1950 hatte sich der Güterverkehr in der neugegründeten DDR wieder soweit erholt, dass man sich auf den Schlaurother Verschiebebahnhof besann und den Betrieb auf den Ablaufbergen der A-, B- und C-Gruppe wieder aufnahm. Anfang der 1970er Jahre wurden alle Weichen mit einer Propangasheizung versehen, um das Einfrieren der Weichen verhindern zu können. Hierzu wurde an der Nordseite eine große Flüssiggasumfüllanlage errichtet. Die wohl bedeutungsvollste Neuerung jener Zeit war die Ausrüstung der Gleise der B- und C-Gruppe mit den neuen Dreikraft-Balkenbremsen, die nebenan im Raw Görlitz hergestellt wurden. Der Bahnhof in Schlauroth war der erste Rangierbahnhof in der DDR, der mit diesen Bremsen ausgerüstet wurde. Ein einziger Bediener konnte auf dem neuen Bremsturm die Geschwindigkeit der ablaufenden Wagen beeinflussen. Dadurch konnten Auflaufstöße durch falsches Hemmschuhlegen und daraus resultierende Wagen- oder Ladungsbeschädigungen vermindert werden. Das sinkende Frachtaufkommen nach der Wende führte 1992 zur Wiedereinführung der Sonntagsruhe. Am 10. Januar 1994 wurde schließlich der letzte Güterwagen abgefertigt. In den folgenden Wochen wurden die Gleisbremsen abgebaut, lediglich zwei Stellwerke blieben noch für einige Zeit besetzt.
Die Gleisanlagen des Rangierbahnhofs wurden noch zeitweise als Ausweichmöglichkeit für den Umleitungsbetrieb genutzt. Hierzu wurden die benötigten Stellwerke besetzt und sogar nach der Stilllegung noch Sicherungsanlagen angepasst. Das Stellwerk B 1 wurde auch noch einige Zeit stundenweise besetzt, um Bedienfahrten zu den Gleisanschlüssen auf dem Gelände zu ermöglichen.

## Heute
Die Gleise des ehemaligen Verschiebebahnhofes wurden bis auf wenige sehr kurze Teilstücke gänzlich abgebaut. Auch die Zufahrten von der Dresdner und der Berliner Strecke fielen dem Abbau zum Opfer. Nur noch die Unterführungen der Zufahrten, der flachere Bewuchs auf dem ehemaligen Areal der Rangiergleise im Vergleich zum Umfeld und die Stellwerke erinnern an den regen Betrieb der früheren Jahre. Die ehemaligen Stellwerke sind allesamt nicht mehr besetzt und verfallen zusehends bzw. fallen Vandalismus zum Opfer. Erhalten sind noch Gebäude des ehemaligen RAW Görlitz, so zum Beispiel der Lokschuppen mit seinem preußischen und sächsischen Teil und einige Nebengelasse. Lediglich das Gelände des ehemaligen Entwicklungs- und Erprobungszentrums für die automatische Mittelpufferkupplung (EMK) wird bis heute von der TÜV SÜD Rail (vorher: Railmotive) genutzt. Der TÜV führt hier unter anderem Crashprüfungen an Waggons, dynamische und statische Festigkeitsprüfungen, sowie Sicherheitsprüfungen gegen Entgleisen durch.
Im November 2012 kaufte die Stadt Görlitz das 34 Hektar große Gelände von der Deutschen Bahn für 475.000 Euro, um dort ein Gewerbegebiet zu errichten.